# Franco Corona
Franco Corona (* 1936 in Mailand) ist ein italienischer Filmschaffender.
Corona arbeitete für das italienische Fernsehen und drehte u. a. für die Sendung Sapere einige populär-wissenschaftliche Filme (Volta e Galvani, Gli atomi e la materia); für das Kino inszenierte und produzierte Corona nach eigenem Drehbuch den kaum gezeigten Film Il giorno della chimera; 1984 produzierte er Marco Tullio Giordanas Notti e nebbie.

## Filmografie (Kino)
- 1975: Il giorno della chimera
- 1984: Notti e nebbie